# 德力斯通信
德力斯通信公司，簡稱德力斯通信以及德力斯公司（英語：Telex Communications），當時是在1936年成立於美國明尼蘇達州（總部）。主要品牌為ElectroVoice、Dynacord、Midas、Klark Teknik、Telex，以及RTS。

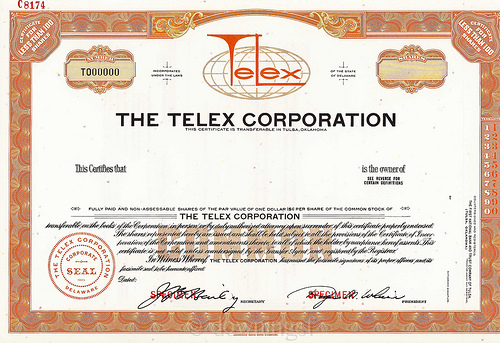
德力斯公司股票證明書樣本

## 历史
最早時期為生產助聽器，其後在1960年代開始進入電腦相關業務。在70年代，該公司以「德力斯公司」（Telex Corporation，於美國奧克拉荷馬州塔爾薩註冊）於紐約證券交易所上市。其後在1988年被梅麼勒斯公司收購，更名為「梅麼勒斯德力斯股份有限公司」（Memorex Telex NV），但在1989年遭分拆。
其後在1998年，該公司和ElectroVoice合併。
2006年，該公司被德國私人公司罗伯特·博世公司，以4.2億美元收購，其後改組成為「博世通信系統股份有限公司」（Bosch Communications Systems）。
在1981年5月31日，當時主席羅傑·惠勒，也是世界回力球公司（World Jai Alai）東主，在美國奧克拉荷馬州塔爾薩，預備離開美國南山鄉村俱樂部上車期間，遭「冬山幫」（主腦為已故詹姆斯·約瑟夫·巴爾傑）其中一個成員史蒂芬·佛萊明槍殺。

## 外部連結
- http://www.telex.com （页面存档备份，存于）
- http://www.electrovoice.com （页面存档备份，存于）
- http://www.rtsintercoms.com （页面存档备份，存于）
- http://www.telexradiodispatch.com （页面存档备份，存于）